# Sklo

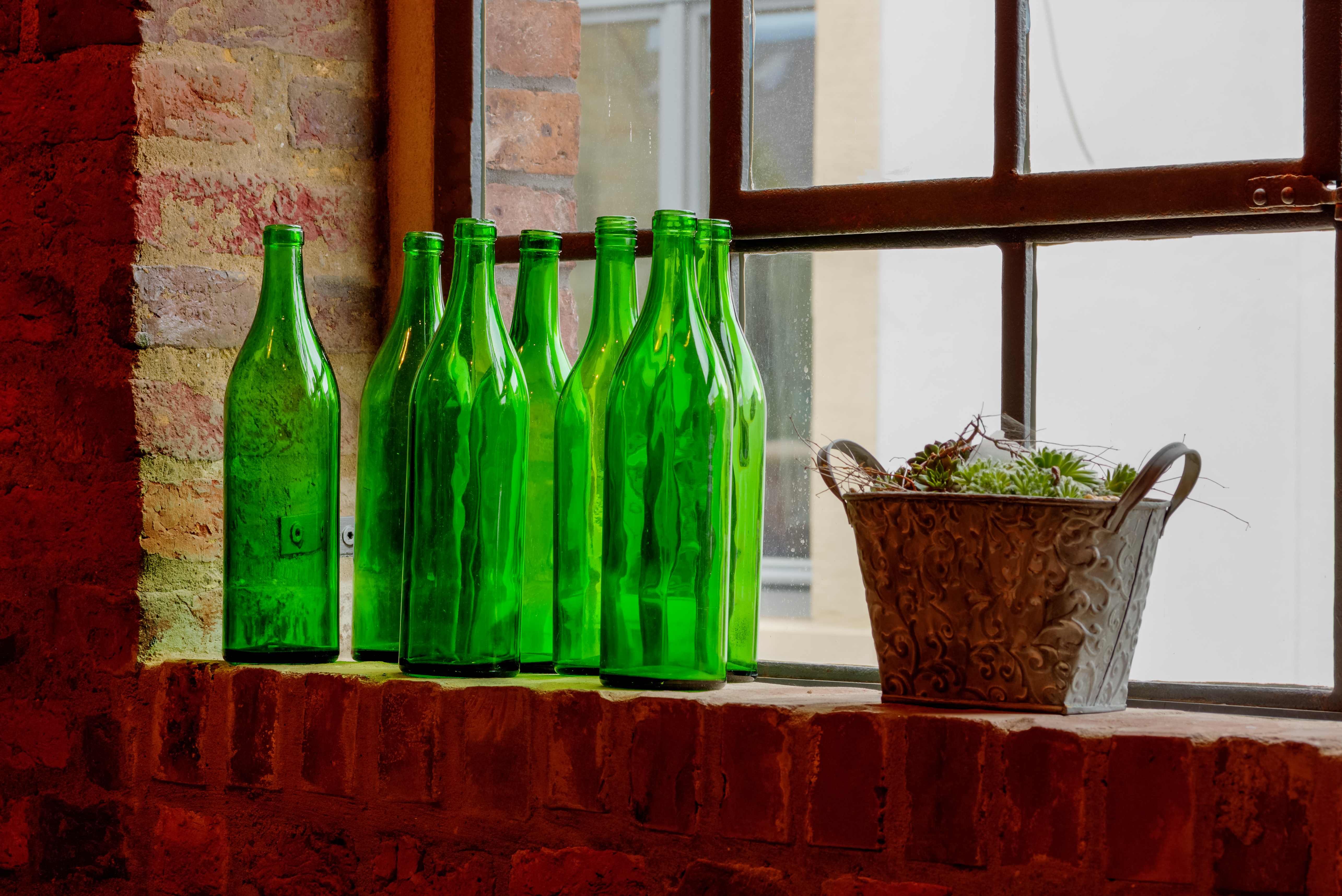
Skleněné lahve a okenní tabulky

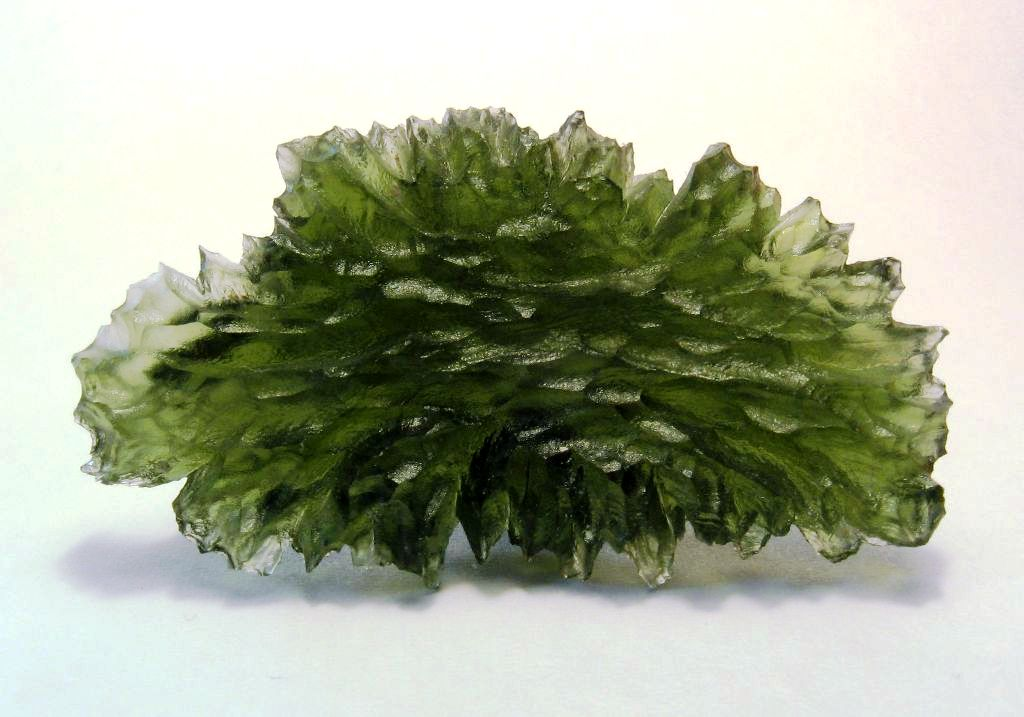
Vltavín z lokality Besednice, sklo vzniklé po dopadu meteoritu

Sklo je homogenní, amorfní (tj. nekrystalická) pevná látka, která se vyznačuje tvrdostí, křehkostí a průhledností. Hlavní složkou skla je oxid křemičitý (SiO2) a vyrábí se tavením křemičitého sklářského písku s přísadou uhličitanu draselného (potaše) a následným poměrně rychlým ochlazením taveniny, která tak nestačí vytvořit krystalovou mřížku. Pro snížení teploty tavení, zlepšení nebo úpravu vlastností skla se přidávají různé další látky, nejčastěji uhličitan sodný (soda) a oxid vápenatý (pálené vápno). Tak vzniká nejběžnější sodno-vápenaté sklo, z něhož se vyrábí tabulové sklo a obalové sklo. Kromě toho se vyrábí mnoho dalších druhů s různými vlastnostmi, barvou atd.
Přírodní křemičité sklo se dělí podle původu na sopečné sklo (např. obsidián) a meteorické tektity (např. vltavín). Sklu se pouze podobá skrytě krystalický pazourek. 
V širším vědeckém významu se jako sklo označuje nekrystalická látka schopná skelného přechodu, vratného procesů tavení a vitrifikace při určité teplotě. Může tak označovat řadu amorfních pevných látek, například kovových nebo polymerových.

## Etymologie
V. Machek a J. Rejzek předpokládají původ českého slova sklo, jakož i dalších slovanských pojmů (polské szkło, ruské stěkló, srbochorvatské stàklo, staroslověnské stъklo) odvozených z praslovanského základu *stъklo, z gótského stikls nebo staroněmeckého stehhal, popř. západogermánského *stikla-, které znamenaly „pohár s hrotem na zapíchnutí do země“. Anglické glass i německé Glas mohou pocházet z germánského i staroanglického glaes, které podle Tacita a Plinia staršího u Germánů znamenalo jantar.  Podle internetového etymologického slovníku angličtiny slovo glass pochází z protogermánského *glasam a protoindoevropského *ghel- (2) – zářit (v češtině jsou příbuzná například slova žlutý a zelený).

## Historie

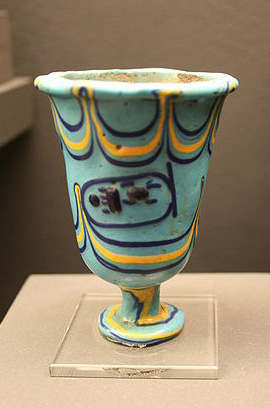
Pohár egyptského faraona Thutmose III. (kolem 1450 př. n. l.)

Římský pohár (diatretní sklo, 4. stol.)

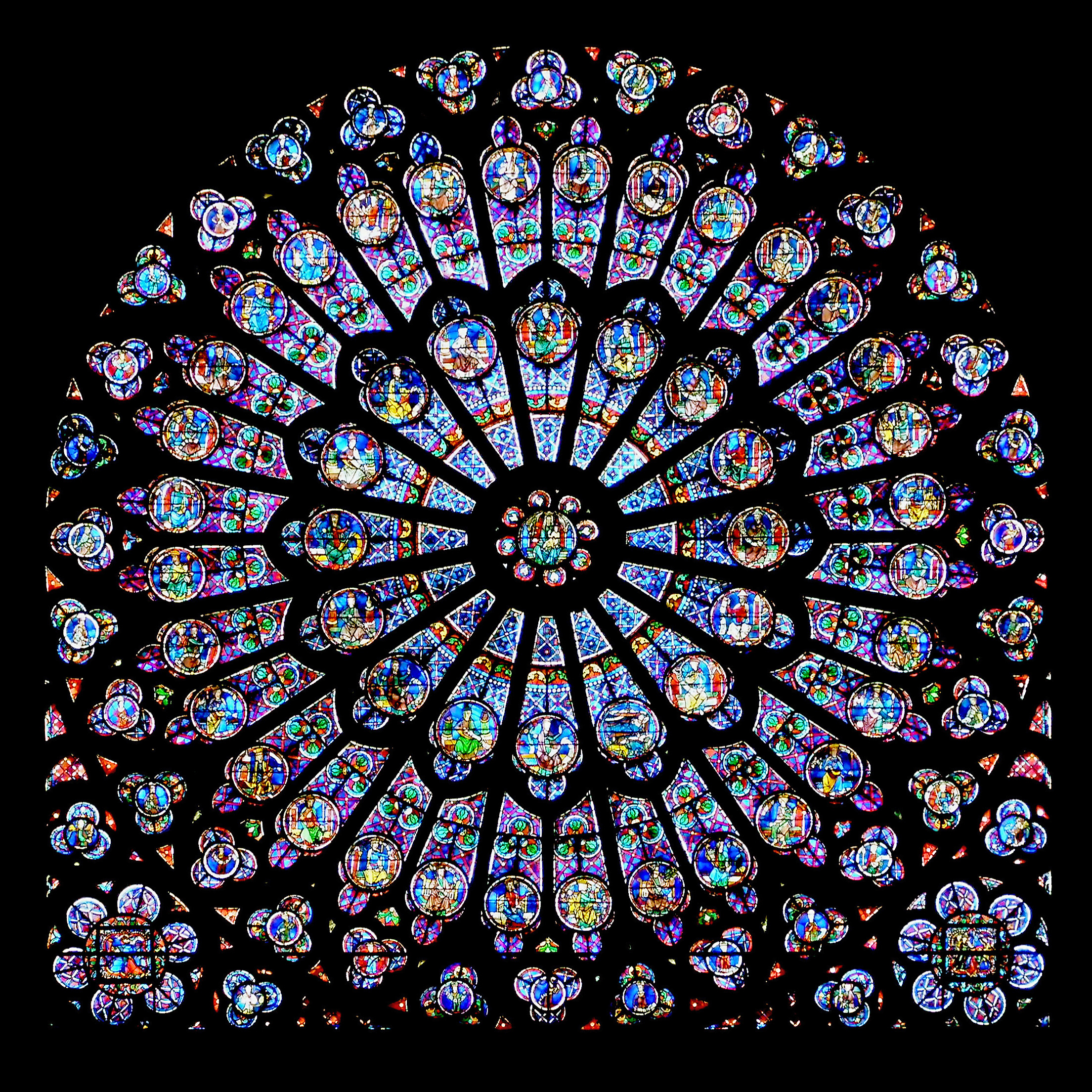
Rozeta v gotické katedrálé Notre-Dame v Paříži, 13. století

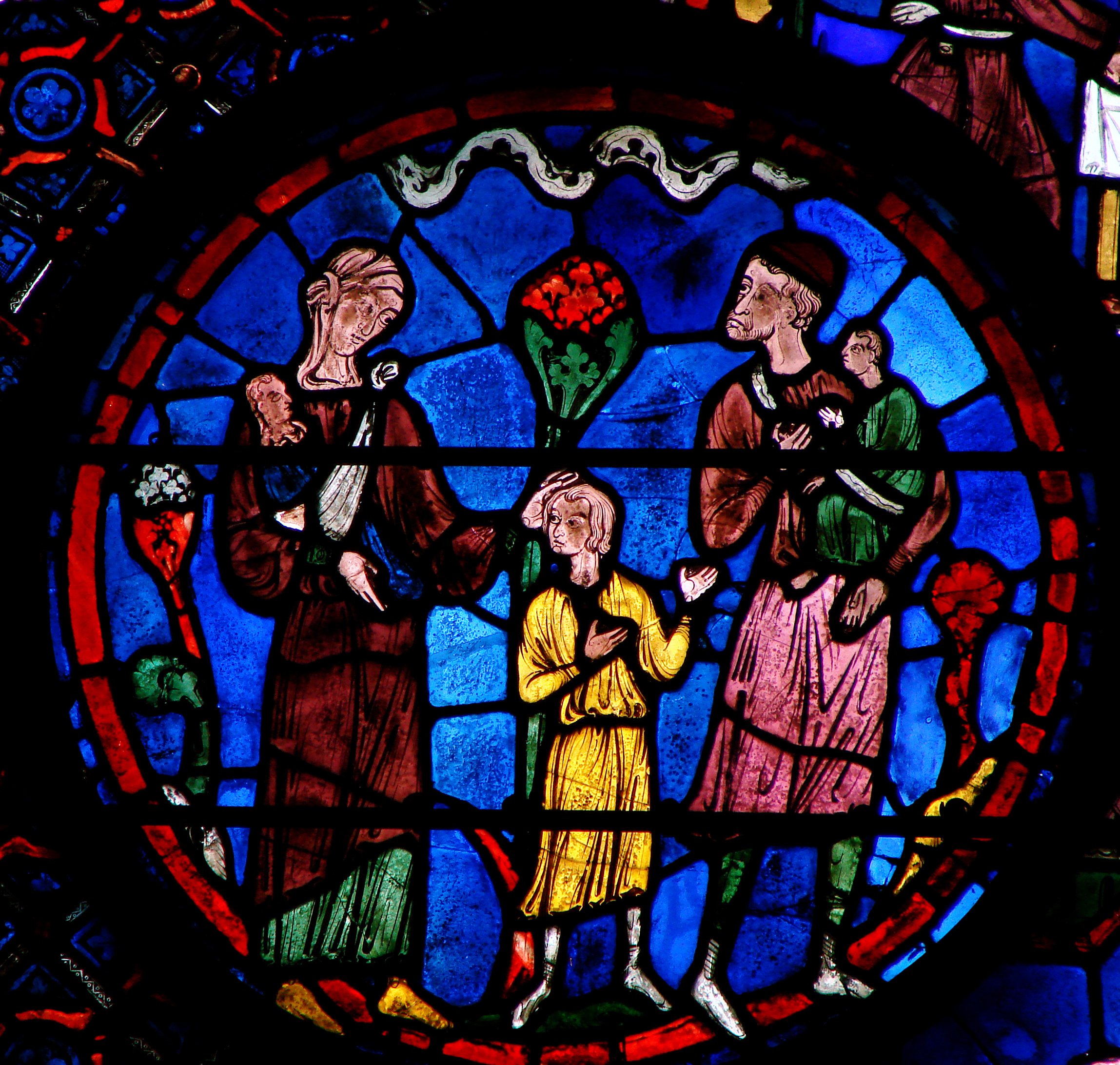
Vitráž z Chartres (detail)

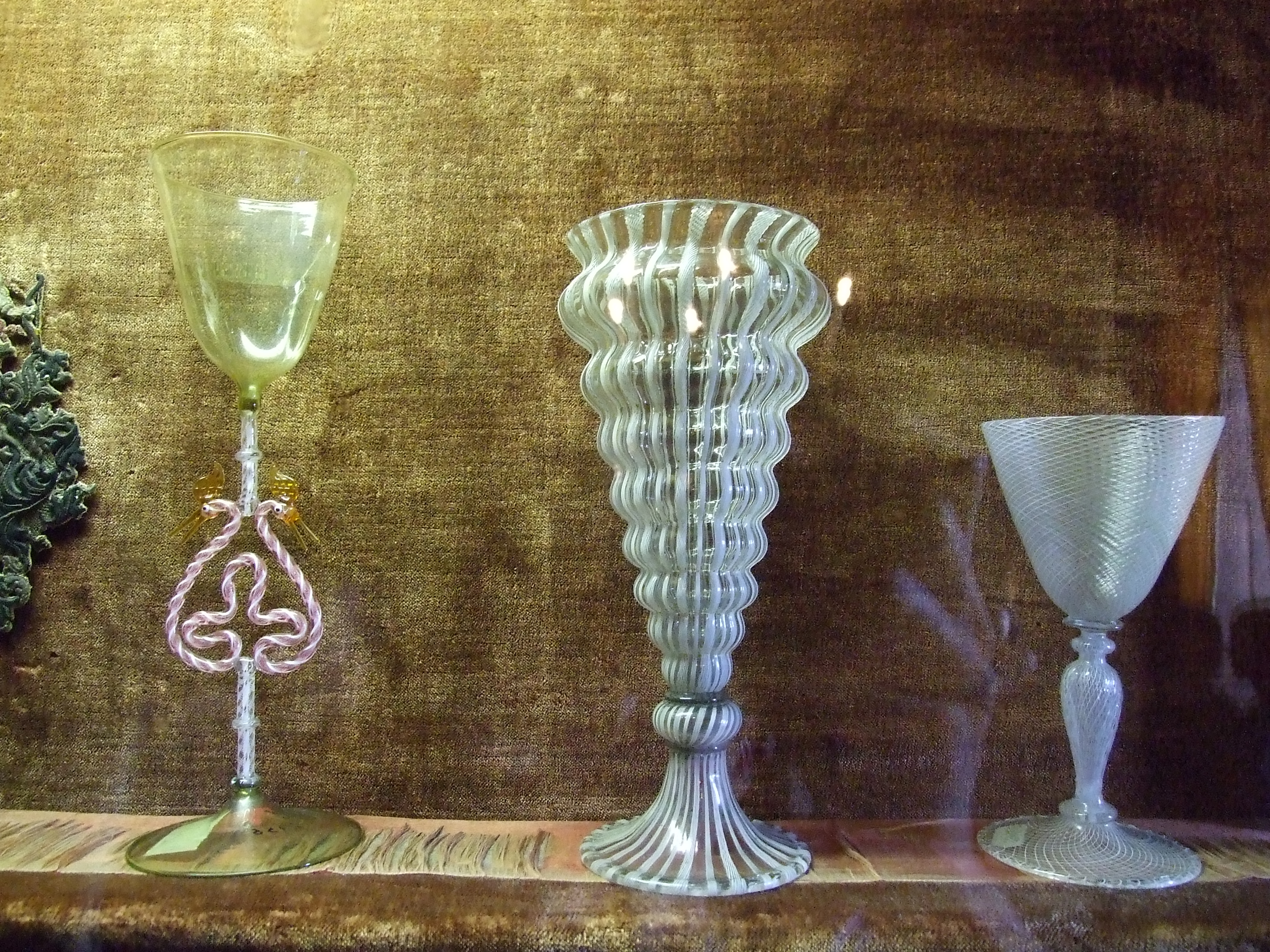
Benátské renesanční číše: čiré, bílé a nitkové sklo, zámek Opočno

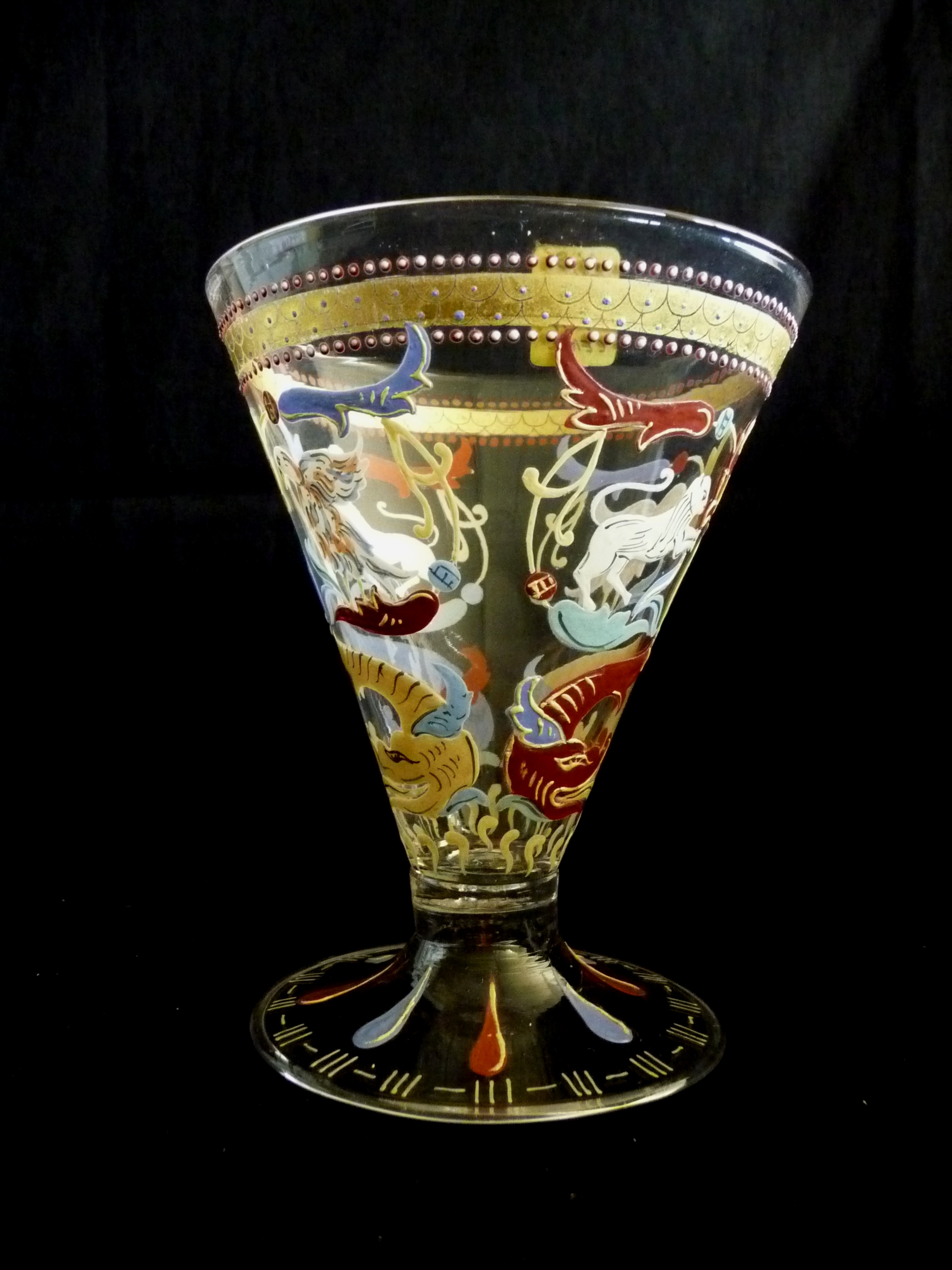
Benátská emailem zdobená číše, 19. století

Od doby kamenné se používal přírodní obsidián na výrobu ostrých nástrojů, a protože byl vzácný, bylo toto sklo častým předmětem obchodu. Podle archeologických nálezů lze předpokládat, že první skutečné sklo vyrobili na pobřeží severní Sýrie, Mezopotámie nebo ve starověkém Egyptě. Nejstarší známé skleněné objekty z poloviny třetího tisíciletí před n. l. byly korálky, vyrobené možná jako náhodný vedlejší produkt při zpracování kovové rudy nebo při glazování egyptské keramiky (fajánse).  Zpočátku bylo velmi nečisté a užívalo se na výrobu ozdob, šperků, amuletů a malých nádobek na vonné oleje. Obsahovalo oxid křemičitý, vápník a sodu, jednalo se tedy o sodno-vápenaté sklo. Nejstarší datovaný skleněný předmět je patrně keramický pohár Thutmose III. s nanášenou skleněnou výzdobou z doby kolem 1450 př. n. l. jako zvětšovací sklo se dlouho používaly čiré minerály, nejčastěji beryl nebo křišťál.  
Velký pokrok ve výrobě udělali Římané, kteří vyráběli sklo různobarevné průhledné, průsvitné i neprůsvitné (mj. millefiori) i čiré sklo. V helénské době dosáhla výroba skleněných číší a jiných nádob vysoké technické úrovně. K vrcholům patří skleněné dvouvrstvé poháry (diatreton) ze 3. a 4. století. Tvoří je vnitřní nádoba a svrchní dekorativní mřížka z barevného skla, s vnitřním pohárem spojená skleněnými můstky. Vznikla patrně odbroušením velké části svrchní vrstvy, způsob výroby však není plně objasněn. Kromě dutého picího skla zdobili ploché sklo plátkovým zlatem metodou eglomisé a zatavováním motivů mezi dvě skleněné čočky (například portréty zemřelých v římských katakombách). 
Od 12. století se začala okna chrámů a katedrál zasklívat i figurálními barevnými sklíčky v olověných páskách, tzv. vitrážemi. Nejznámější příklady jsou z francouzských katedrál (Katedrála Notre-Dame v Paříži, katedrála v Chartres, v Soissons aj.) Od 15. století se zasklívala i okna paláců, radnic a bohatých domů, zprvu technikou vitráže, od 16. století i většími tabulkami. Významným střediskem výroby zrcadel, ozdobného a luxusního skla byly Benátky, repektive ostrov Murano. Výroba foukaného skla se rozvinula ve 14. století také v Čechách, od konce 16. století proslul český křišťál. Postupně se rozvíjela výroba skla pro optické účely (čočky, zrcadla, hranoly), velkých zrcadel a tabulí a od 19. století masová tovární výroba tabulového i obalového skla. Ve 20. století se dále rozvíjejí výrobní technologie, vznikají nové druhy skla a nová použití ve vědě a technice (skleněná vata, vakuová technika, obrazovky, optická vlákna atd.) Sklo se stává důležitým stavebním materiálem (velkoplošná okna, obklady budov, drátosklo, luxfery, pěnové sklo). V technice se uplatňují i jiná než křemičitá skla.

## Křemičité sklo
Čiré křemičité sklo je průhledný nebo průsvitný, tvrdý, relativně pevný materiál, odolný proti opotřebení, chemicky v podstatě inertní a biologicky neaktivní. Dá se téměř libovolně tvarovat, brousit, barvit a zdobit. Tyto žádané vlastnosti je předurčují k velkému množství použití v mnoha oborech lidské činnosti. Sklo je velmi křehké a rozbíjí se na ostré střepy, což však lze přidáním dalších látek nebo tepelným zpracováním změnit.
Vyrábí se z viskózní skloviny roztavené ve sklářské peci. Materiál se rychle zchladí, takže nemá dost času na zformování regulérní krystalové mřížky, podobně jako když se konzumní cukr roztaví a rychle zchladí vylitím na chladný povrch. Výsledná tuhá látka je amorfní, s konchoidální strukturou, ne krystalická, jako byl cukr před roztavením.
Sklo obsahuje především oxid křemičitý, který je obsažen v křemeni nebo křemičitém písku (též sklářském písku), ze kterého se vyrábí. Křemen má teplotu tání kolem 2000 °C, proto se při výrobě přidávají alkalické látky, jako je soda a potaš, které snižují teplotu tání na asi 1000 °C. Protože alkálie snižují odolnost skla vůči vodě, což je obvykle nežádoucí, přidává se také oxid vápenatý, který tuto odolnost zlepšuje.
Při měření na středověkých vitrážích byla jednotlivá sklíčka často na dolním okraji silnější a odtud vznikla mylná domněnka, že sklo je roztok nebo že se v dlouhém období chová jako kapalina. Rozdíly v tloušťce těchto skel vznikly zřejmě už při výrobě, protože se nalezly i případy, kde je sklíčko nahoře silnější, a starověké skleněné výrobky ani staré optické přístroje žádnou takovou deformaci nevykazují.

### Složení křemičitého skla
Nejdůležitější druhy křemičitého skla z hlediska složení jsou:
- Křemenné sklo nebo tavený křemen vzniká tavením čistého SiO2 bez dalších přísad. Je velmi tvrdé, chemicky i tepelně odolné (až do 1500 °C), odolné vůči povětrnostním vlivům, má malou tepelnou roztažnost, je průhlednější a propouští i ultrafialové světlo (UVA, UVB, UVC). Kvůli vysoké teplotě tavení je jeho výroba energeticky náročnější a tím i dražší. Používá se v optice, vakuové technice, na výrobu nádobí a tepelně namáhaných součástí.
- Sodno-vápenaté sklo je nejběžnější materiál pro výrobu plochého skla a na okenní tabule. Obsahuje 72% SiO2, 14. 2% oxidu sodného (Na2O), 10% oxidu vápenatého (CaO), 2,5% oxidu hořečnatého (MgO) a 0,6% oxidu hlinitého (Al2O3). Je průhledné, snadno se tvaruje, má však vysokou teplotní roztažnost a odolává teplotě pouze do 500–600  °C). Propouští UVA záření (340-400 nm) ale nepropouští UVB a UVC (<315 nm), z toho důvodu sluneční záření pod sklem neopaluje.
- Obalové sklo má podobné složení, ale obsahuje více vápníku a hliníku, aby se zvýšila chemická odolnost, a často se barví na hnědo nebo na zeleno, aby odfiltrovalo veškeré UV záření. Užívá se na běžné láhve a sklenice a při výrobě se přidává skleněná drť z recyklovaného skla, což výrazně šetří energii.
- Borosilikátové sklo (Pyrex, SIMAX) má nízkou tepelnou roztažnost a odolává lépe teplotám včetně teplotních šoků, proto se používá jako chemické a varné sklo, na světla motorových vozidel atd. Obsahuje 81% oxidu křemičitého, 12% oxidu boritého (B2O3), 4,5% oxidu sodného (Na2O) a 2% oxidu hlinitého (Al2O3).
- Olovnaté sklo či olovnatý křišťál má vysokou specifickou hmotnost a tím i vysoký index lomu. Výrobky jsou tak zářivější a také pružnější. Užívá se k výrobě optických čoček (flintové sklo), broušeného skla a bižuterie. Obsahuje 59% křemene, 25% oxidu olova (PbO), 2% sody (Na2CO3), 1,5% oxidu zinku (ZnO) a 0,4% oxidu hliníku.
- Hliníko-křemičité sklo má vysokou pevnost a používá se do sklolaminátů a na baňky halogenových žárovek.

### Sklo podle užití

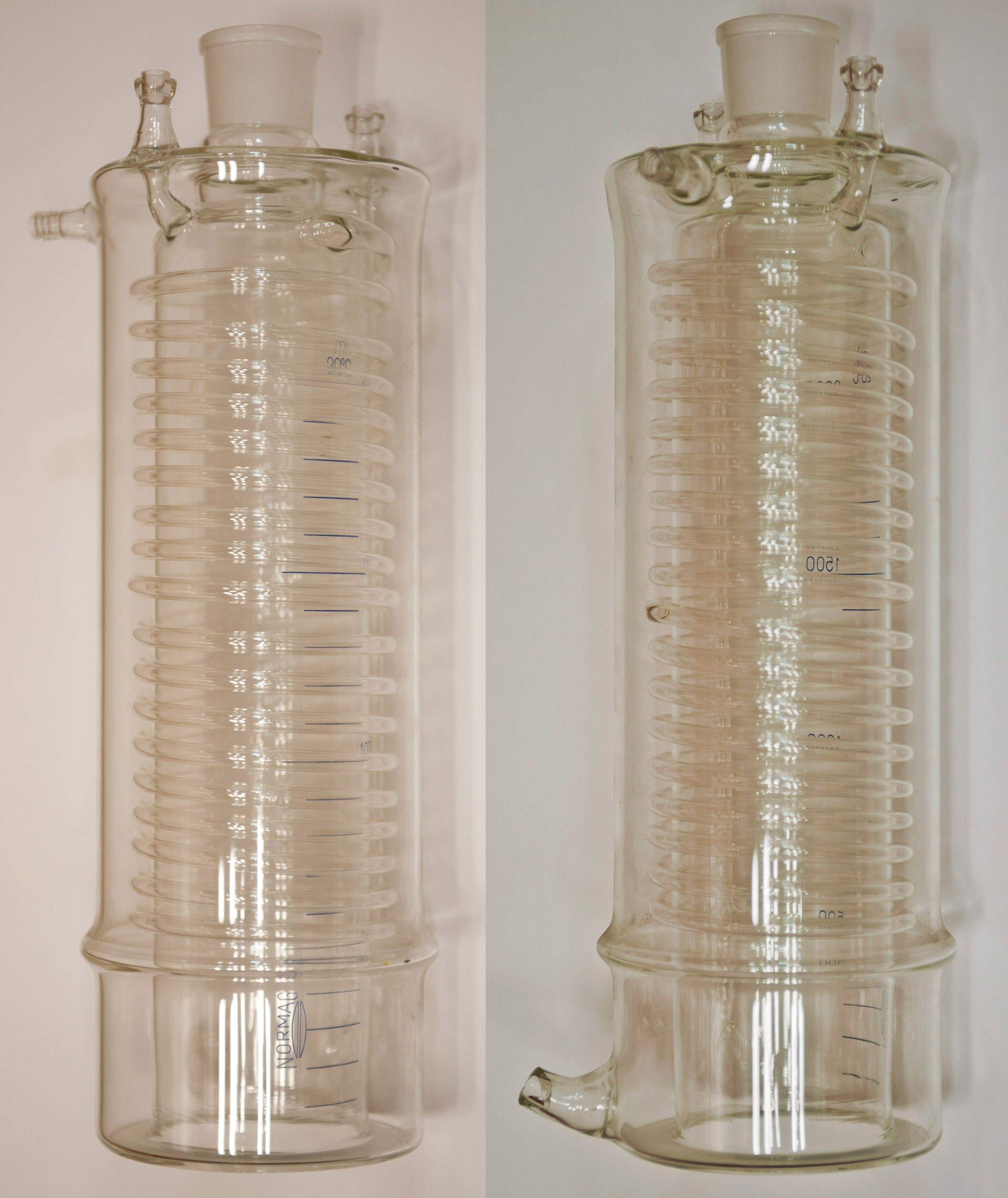
Chemické sklo (chladič)

- Ploché sklo slouží k zasklívání oken, skleníků, dveří a nábytku, k obkládání budov, rámování obrazů a k výrobě zrcadel. Ta se dříve musela brousit, kdežto technologie floating už žádné broušení nevyžaduje. Sklo do oken a na obklady se často opatřuje povrchovou vrstvou, která například pohlcuje infračervené paprsky (determální sklo).
- Obalové sklo slouží k výrobě lahví, sklenic a skleněného nádobí, obalů na kosmetiku a léky.
- Technické sklo zahrnuje skleněné výrobky a součásti pro chemický a potravinářský průmysl včetně potrubí, pro elektrotechniku (izolátory), vakuovou techniku a mnoho dalších odvětví.
- Optické sklo je velmi čiré sklo s různým složením, ale přesně definovanými optickými vlastnostmi. Podle indexu lomu se rozlišuje flintové sklo s vysokým a korunové sklo s nízkým indexem lomu.
- Autosklo je obvykle vrstvené (laminované) sklo, které se při nárazu nevysype a netvoří velké střepy. Autoskla se také tepelně zpracovávají (kalené sklo, při nárazu se vnitřním pnutím rozpadne na malé kousky) a často opatřují povrchovou vrstvou.
- Neprůstřelné sklo je vícevrstvý sendvič ze skla a plastických hmot, které tlumí energii střely.
- Umělecké sklo se dělá ručně za použití velmi rozmanitých technik foukání, ohýbání, lití, broušení a povrchových úprav – leptání, rytí i malování.
- Stavební sklo zahrnuje jak plochá skla do oken a na obklady, tak také stavební materiály jako drátosklo, luxfera, izolační pěnové sklo, skelná vata a další.

### Vývoj stavebního skla

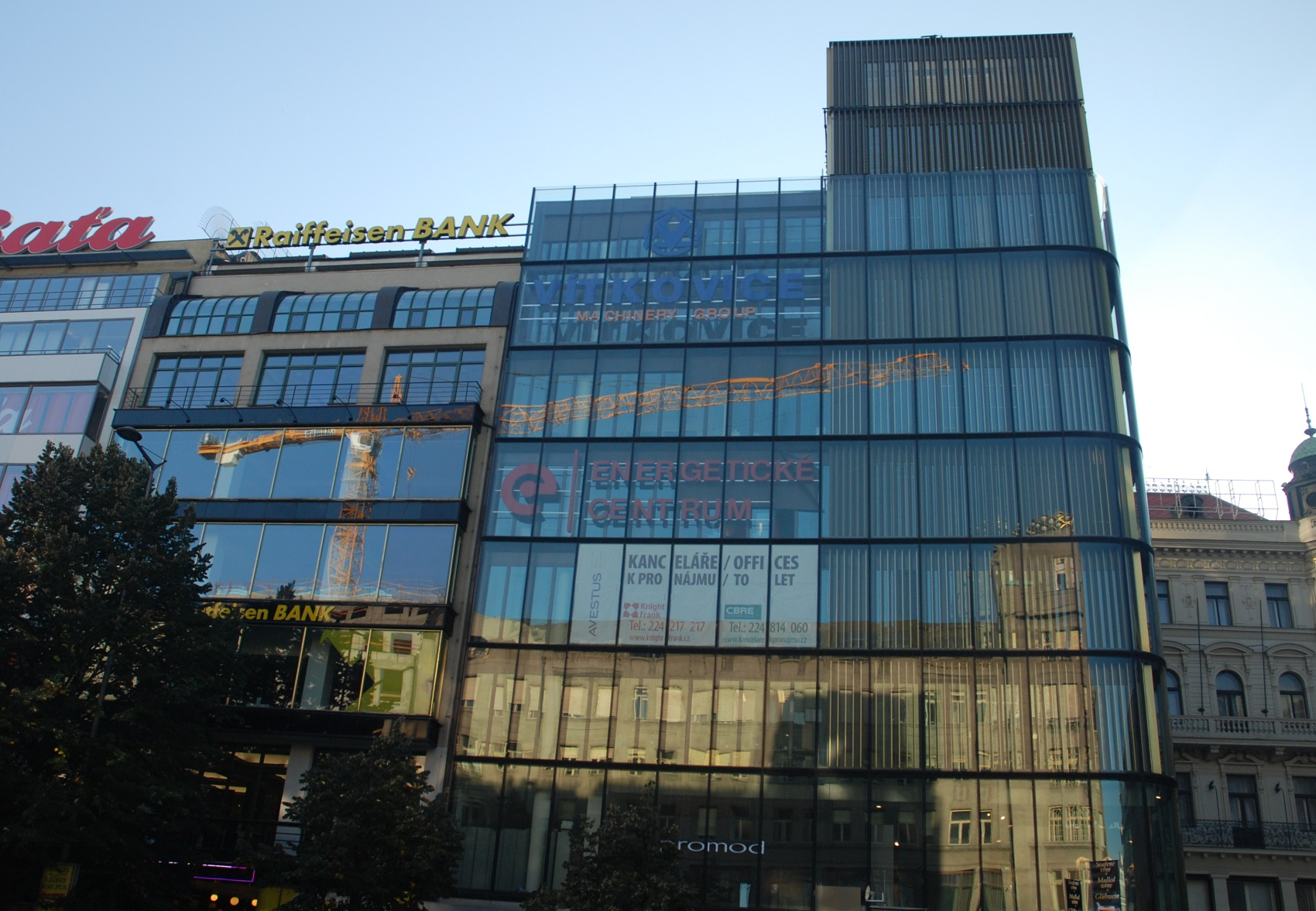
Palác Euro na Václavském náměstí

- 1226 – „Široká tabule“ – („Broad Sheet“) poprvé vyrobena v Sussexu, Anglie
- 1330 – „Korunní sklo“ – („Crown Glass“) vyrobeno poprvé v Rouenu, Francie.
- 1620 – foukané sklo – („Blown Plate“) vzniká roztočením vyfouknuté bubliny, používalo se na zrcadla a okenní tabule.
- 1843 – plovoucí sklo („Float Glass“) vynašel Henry Bessemer litím skla na hladinu roztaveného cínu; tabule mají dokonalý povrch, výroba však byla drahá
- 1888 – válcované sklo („Machine Rolled“) umožnilo vzorkovaný povrch tabulí
- 1898 – drátosklo vyztužené drátovou sítí pro stavební účely
- 1969 – základní sklo (float), nejběžnější způsob kontinuální výroby plochého skla s dokonalým povrchem

### Barvení skla

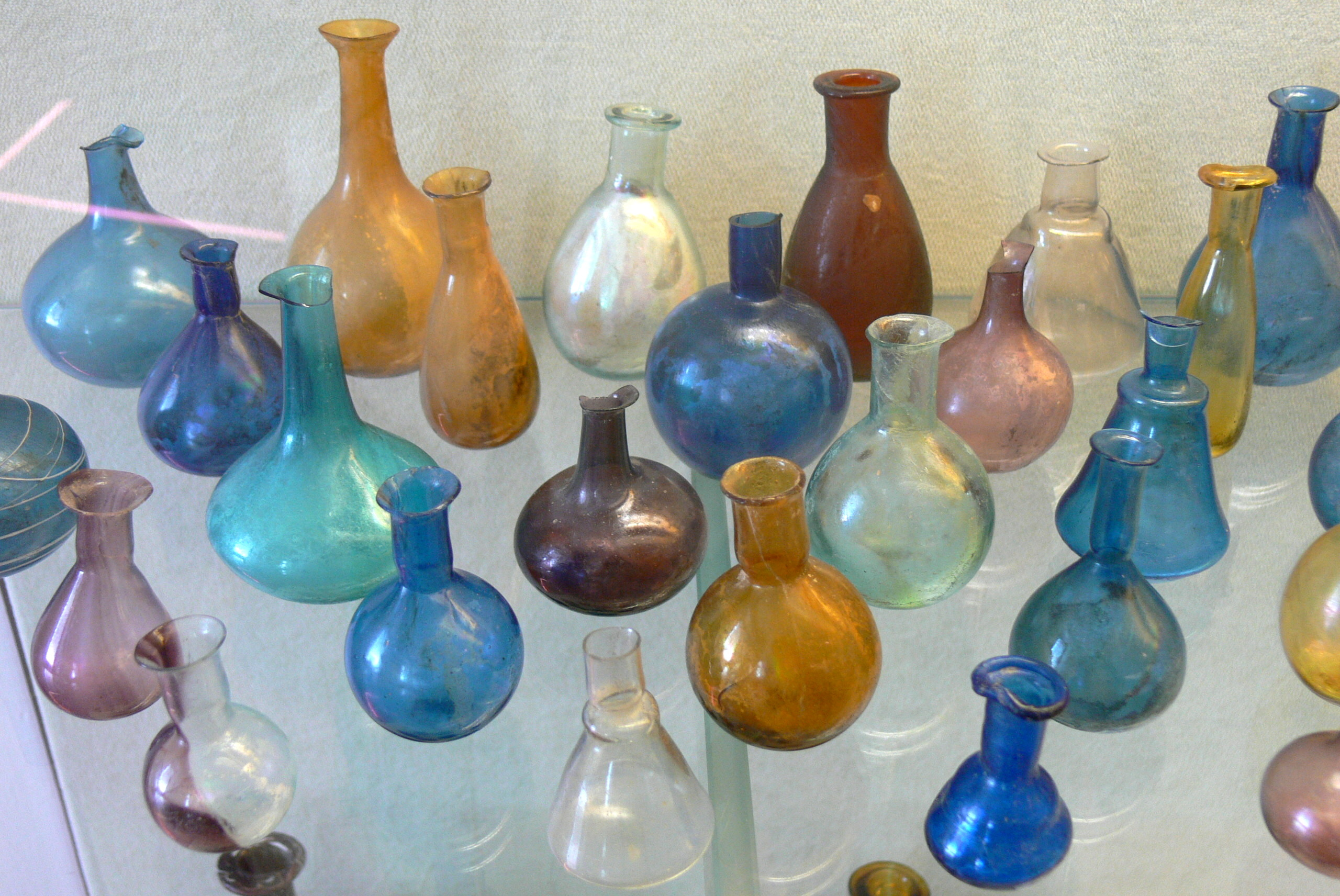
Foukané antické baňky z barevného skla, Aquileia

Kovy a oxidy kovů se přidávají do skloviny během výroby pro změnu barvy skla. Mangan může být přidán v malých množstvích na odstranění zeleného odstínu od železa, nebo ve vyšších koncentracích na dodání ametystové barvy. Jak mangan, tak selen může být použit v malých koncentracích na odbarvení skla nebo ve vyšších koncentracích na dodání červené barvy. Malé koncentrace kobaltu (0,025–0,1 %) dávají modré sklo. Oxid cínu s oxidy antimonu a arzénu produkuje neprůhledné bílé sklo, poprvé použité v Benátkách k výrobě imitace porcelánu.
Použití dvou až tří procent oxidů mědi produkuje tyrkysovou barvu. Čistá kovová měď dává velmi tmavé červené, neprůhledné sklo, které se někdy užívá jako náhrada za zlaté rubínové sklo. Nikl, podle koncentrace, produkuje modré, fialové nebo i černé sklo. Přidáním titanu vzniká žluto-hnědé sklo. Zlato ve velmi malých koncentracích (kolem 0,001 %) tvoří silně rubínově zbarvené sklo, kdežto nižší koncentrace produkují méně intenzivní červenou, často marketingově označovanou jako „brusinka“. Uran (0,1–2 %) může být přidán na dodání fluorescentní žluté nebo zelené barvy. Uranové sklo typicky není tak radioaktivní, aby bylo nebezpečné, jeho prášek, např. při leštění, pokud je inhalován (vdechnut), může být karcinogenní. Stříbrné sloučeniny (zejména dusičnan stříbrný) mohou produkovat rozsah barev od oranžově červené po žlutou. Metoda zahřátí a zchlazení může významně ovlivnit barvy produkované těmito sloučeninami.

### Výroba
Roztavená sklovina se tvaruje:
- Foukáním, kdy sklář nabere sklovinu na sklářskou píšťalu a vyfukuje ji do dřevěné nebo kovové otvírací formy. Jeden z nejstarších způsobů tvarování dutého skla sloužil dříve i k výrobě okenních tabulek: vyfouknutá bublina se nůžkami rozstřihla a vyrovnala na kovové desce. V moderní době se foukání často dělá strojem (láhve, baňky) nebo nahrazuje lisováním (sklenice, nádobky).
- Lisováním, kdy se odměřené množství skloviny naleje do formy a dotváří pohyblivým trnem. Formy jsou obvykle dělené a při lisování se mažou olejem.
- Litím, kdy se sklovina naleje do formy a případně dotvoří. Zvláštní druh kontinuálního lití je floating, kdy se sklovina průběžně nalévá na hladinu roztaveného cínu. Tím se dosáhne dokonale hladký povrch na obou stranách, takže se tímto způsobem vyrábí většina plochého skla i v zrcadlové kvalitě.
- Tažením se vyrábějí skleněná vlákna.
- Rozfoukáním taveniny se vyrábí skelná vata, vháněním vzduchu do skloviny pěnové sklo.